# Phân tích gia tăng
Khái niệm Phân tích gia tăng, tiếng Anh: Incremental Analysis (còn được dịch là Phân tích lượng gia), là một khái niệm cơ bản trong Kế toán quản trị hiện đại.

## Căn cứ của Phân tích gia tăng
Phân tích gia tăng đánh giá, so sánh để lựa chọn các phương án khác nhau trên cơ sở sử dụng thông tin tài chính phù hợp. Phân tích gia tăng nhằm đạt được kết định cuối cùng về quản trị kinh doanh dựa trên việc đưa ra các giả định về dãy số diễn biến theo kịch bản gia tăng doanh thu hoặc gia tăng chi phí.
- Gia tăng doanh thu: Lựa chọn nếu tăng dần dãy số doanh thu lên để xem xét diễn biến về chi phí và các nhân tố khác tăng giảm ra sao và có lợi hay không.
- Gia tăng chi phí: Lựa chọn khác trong đó tăng dần dãy số chi phí lên để xem xem nếu gia tăng các hạng mục chi phí thì các nhân tố khác tăng giảm ra sao; nhất là doanh thu và lợi nhuận và két quả kinh doanh cuối cùng có lợi hay không.

## Nguyên tắc của phương pháp
Một phương án sẽ chỉ được đánh giá là tốt hơn phương án khác (trên giác độ kinh doanh) khi xét Tổng doanh thu gia tăng - (trừ đi) Tổng chi phí gia tăng = Lợi nhuận gia tăng là một số dương.

## Ứng dụng
Để ra các quyết định kinh doanh về (1) Sản xuất hay tự mua (2) Tiếp tục hay ngừng sản xuất và (3) Chấp nhận hay không chấp nhận các đơn đặt hàng đặc biệt.
1. Chấp nhận hay từ chối: Quyết định liên quan đến việc có bán hàng hóa, dịch vụ hay không, với giá thế nào. Nếu dư thừa nguồn lực, công ty có thể dễ dàng nhận đơn hàng hơn; còn nếu không dư thừa nguồn lực, phải cân nhắc kỹ lưỡng các chi phí cơ hội.
2. Tự sản xuất hay mua: Yếu tố cần quan tâm là chi phí có thể và không thể tránh để quyết định. Cân nhắc thêm về chi phí gia tăng và chi phí cơ hội trong trường hợp này. Các nhân tố khác quan trọng cần cân nhắc là (1) Chất lượng sản phẩm mua hay tự sản xuất (2)Khả năng giao hàng của nhà cung cấp (3) Khả năng công nghệ, kỹ thuật của nhà cung cấp (4) Sự ổn định tài chính của nhà cung cấp (5) Khả năng bảo mật, nếu cần có.
3. Tiếp tục hay ngừng sản xuất: Liên quan đến việc phân tích cái gì sẽ xảy ra nếu tiếp tục hay ngừng sản xuất. ần nhìn nhận rộng ra bao gồm các nhân tố tài chính và phi tài chính.